# 張鍊
張錬（1510年—1600年），字伯純，號太乙，陝西西安府乾州武功縣人，民籍，明朝政治人物。

## 生平
嘉靖七年（1528年）与兄張鎛同登戊子科陝西鄉試第四十六名舉人。嘉靖二十三年（1544年）中式甲辰科會試第二百八十七名，登第三甲第七十名進士。授行人，二十六年六月擢授刑科給事中，因单县红罗女、田斌之乱，弹劾山东巡抚何鳌，何鳌被逮问降职。因赞成夏言河湟之議，夏言被杀，张錬受廷杖，出为湖廣按察司佥事。後辞官归里，家居四十余年，年九十一卒，祀乡贤。著有《太乙稿》、《经济录》、《双溪乐府》、《太乙词》抄行于世。

## 家族
曾祖張海；祖父張讓；父張儒珍，教授。母康氏。慈侍下。兄張鎛，贡士，嘉靖壬戌進士。